# Speechless (canção de Michael Jackson)
"Speechless" é uma canção da gravação do artista americano Michael Jackson, incluída em seu décimo álbum de estúdio, Invincible, de 2001. O cantor se inspirou para escrever a canção após uma luta de balão de água com as crianças na Alemanha. Jackson a produziu, em colaboração com músicos como Jeremy Lubbock, Buxer Brad, Novoq Novi, Bradley Stuart e Bruce Swedien. Andrae Crouch e seu coral gospel fazem backing vocals.
Os executivos da gravadora de Jackson, a Epic Records, respondeu positivamente à pista quando dado um mês antes do lançamento do preview várias Invincible. "Spechless" foi lançada como um single promocional, recebendo revisões misturadas dos críticos de música. Comentário centrou-se na faixa de um cappellas, letra e música. Um clipe de Michael Jackson cantando "Spechless" foi incluída no filme documentário de 2009, os concertos de Michael Jackson's This Is It.

## Escrita e gravação
Michael Jackson escreveu "Speechless" depois de uma luta de balão de água com as crianças na Alemanha. Em entrevista à revista Vibe, o cantor comentou: "Eu estava tão feliz após a luta que eu corri lá em cima em sua casa e escrevi "Speechless". Me inspirou. Eu odeio dizer isso, porque é uma música tão romântica." Ele acrescentou: "Mas foi a luta que fez isso. Fiquei feliz, e eu escrevi na íntegra logo ali. Eu senti que seria bom o suficiente para o álbum. Fora da felicidade vem a magia, de encantamento e criatividade. "
"Spechless" foi apenas uma das duas canções de Invincible a ser escrito exclusivamente por Jackson (a segunda música é "The Lost Children"). Jeremy Lubbock trabalhou com o músico, arranjador e maestro de uma orquestra. Instrumentistas na pista incluídos Brad Buxer nos teclados, e Novi Novoq e Thomas Tally em violas. Os violinistas consistiu de Peter Kent, Kronstadt Gina, Lorentz Robin, Fife Kirstin e Wittenberg John. A faixa de destaque backing vocals de Andrae Crouch e seu coro gospel, The Andrae Crouch Singers. "Speechless" foi editado digitalmente por Buxer e Stuart Brawley, e foi mixado por Bruce Swedien, que mais tarde disse: "Tudo o que Michael é um momento em stand-out, mas uma peça absolutamente maravilhoso da música chamada 'Speechless' foi realmente um evento. Michael canta os oito primeiros bares a cappella. No final, ele fecha-lo a cappella - foi ideia de Michael para adicionar as peças a cappella".